# Dicranomyia (Dicranomyia) walleyi
Dicranomyia (Dicranomyia) walleyi is een tweevleugelige uit de familie steltmuggen (Limoniidae). De soort komt voor in het Nearctisch gebied.